# Chiquititas (telenovela brasileña de 2013)
Chiquititas 2013 es una novela exhibida y producida por la cadena brasileña SBT. Es la segunda adaptación local de la novela argentina homónima, también escrita por la autora original, Cris Morena, con la ayuda de Gustavo Barrios y Patricia Maldonado. En la primera versión brasileña, fue producida por SBT con la participación del canal argentino Telefe, tuve cinco temporadas y fue emitida entre 28 de julio de 1997 hasta el 19 de enero de 2001,cuando se decidió su final debido a cuestiones financieras. 
La primera versión es considerada uno de los mayores éxitos de su tipo en el país y reveló varios nombres como
La novela brasileña reveló estrellas como Fernanda Souza, Jonathas Faro, los hermanos Stefanny y Kayky Brito,Débora Falabella, Bruno Gagliasso, entre otros. 
La versión brasileña regresa con una versión totalmente nueva y comenzó el 15 de julio de 2013 con la re-adaptación de Íris Abravanel. El diseño de esta nueva versión se anunció en 2012, cuando SBT readquirió los derechos de Telefe, pero sin la participación de Cris Morena en las negociaciones. Los personajes de los tres primeros ciclos vuelven pero con sus perfiles ahora actualizados e interpretados por otros actores. Además se agregaron nuevos personajes y tramas, al mismo tiempo que otras eran descartadas. Otra diferencia con respecto a versión de 1997 es que la novela fue totalmente grabada en los estudios de SBT en São Paulo.

## Historia
La historia es casi lo mismo que las cinco temporadas, pero hay diferencias en la historia de Chiquititas.
Giovanna Grigio y Manuela do Monte interpretan a los personajes principales Mili y Carolina Correia, respectivamente, en una trama que narra la vida cotidiana del orfanato Raio de Luz (Rincón de luz), que convive con otros niños, a pesar de la tristeza de no tener una familia unida. En la primera versión, los personajes principales fueron experimentados por Fernanda Souza y Flavia Monteiro. Julia Olliver, Cinthia Cruz, Livia Inhudes, Rayssa Chaddad, Gabriella Saraivah, Julia García, Carolina Chamberlain, Sofía Valverde, Gabriel Santana, Felipe Vieira, Felipe Cavalcante, João Acaiabe, Carla Fioroni, Liza Vieira y Anna Livya Padilha interpretan a los otros protagonistas de la historia.

## Elenco

### Adultos por orden de aparición
| Intérprete                | Personaje                                |
| ------------------------- | ---------------------------------------- |
| Guilherme Boury           | José Ricardo Almeida Campos Jr. (Junior) |
| Manuela do Monte          | Carolina Correia da Silva (Carol)        |
| Amanda Acosta             | Letícia Esteves                          |
| Brunna Martins            | Renata                                   |
| Carla Fioroni             | Ernestina Alves / Matilde Alves          |
| HX Leal                   | Daniel                                   |
| Daniel Andrade            | Miguel Braga Pereira (Mascarado)         |
| Emílio Eric               | Alberto Correia da Silva (Beto)          |
| Ernando Tiago             | Cícero / Estevam                         |
| Giovanna Gold             | Carmen Aparecida Almeida Campos          |
| Homero Ligeri             | Francis Dumont                           |
| Jitman Vibranovski        | Simão                                    |
| João Acaiabe              | Francisco (Chico)                        |
| João Gabriel Vasconcellos | Armando Ferreira                         |
| Letícia Navas             | Clara (Clarita)                          |
| Lisandra Parede           | Maria Cecília Bittencourt                |
| Liza Vieira               | Diretora Sofia                           |
| Milena Ferrari            | Cintia Wernner                           |
| Naiumi Goldoni            | Gabriela Almeida Campos (Gabi)           |
| Olívia Araújo             | Shirley Santana                          |
| Paulo Leal                | Dr. Fernando Brausen                     |
| Pedro Lemos               | Tobias Moretti (Tomas Ferraz)            |
| Sâmia Abreu               | Érica Mello                              |
| Sandra Pêra               | Valentina Pereira                        |
| Valéria Sândalo           | Glória Costa                             |
| Virgínia Nowicki          | Eduarda Bittencourt                      |

E
| Roberto Frota como Dr. José Ricardo Almeida Campos |

### Niños por orden alfabético
| Actor                 | Personaje                     |
| --------------------- | ----------------------------- |
| Alexandre Bittencourt | Tatu                          |
| Amanda Furtado        | Boneca Laura (Laurinha)       |
| Anna Livya Padilha    | Janu                          |
| Bruna Carvalho        | Isabel (Bel)                  |
| Carolina Chamberlain  | Daniela Esteves (Dani)        |
| Cinthia Cruz          | Cristina (Cris)               |
| Donato Veríssimo      | Samuel (Samuca)               |
| Filipe Bragança       | Eduardo Almeida Campos (Duda) |
| Filipe Cavalcante     | Rafael (Rafa)                 |
| Gabriella Saraivah    | Tatiane (Tati)                |
| Gabriel Santana       | Felipe (Mosca)                |
| Giovanna Grigio       | Milena Almeida Campos (Mili)  |
| Giulia Garcia         | Luciana (Ana)                 |
| Gui Vieira            | Rubens (Binho)                |
| João Pedro Carvalho   | João Costa (Janjão)           |
| Júlia Gomes           | Marian Alvertre               |
| Júlia Olliver         | Patrícia (Pata)               |
| Kaik Francisco        | Neco                          |
| Lívia Inhudes         | Viviane (Vivi)                |
| Lorena Tucci          | Teca                          |
| Matheus Chequer       | Juca                          |
| Matheus Lustosa       | André                         |
| Naoki Takeda          | Fábio                         |
| Pedro Henrique        | Thiago                        |
| Raissa Chaddad        | Beatriz (Bia)                 |
| Renê Thristan         | João Pedro Ribeiro (JP)       |
| Sophia Valverde       | Maria                         |
| Thiago Wittner        | Matias Ferrashi               |

## Banda sonora
Muchas de las canciones de esta nueva versión fueron usadas la primera versión. Los musicitas Arnaldo Saccomani (✝) y Laércio Ferreira fueron asignados para oír todas las canciones de la primera versión para montar el primer CD, que además de nuevas versiones de algunas de las músicas originales, contó con la incorporación de nuevas canciones y regrabaciones de clásicos de la música popular local. La primera banda sonora fue lanzada el 11 de septiembre de 2013.
Lista de temas de la primera temporada:
1. "Remexe (Rechufas)" - Coro Chiquititas
2. "Todo Mundo Chique" - Coro Chiquititas (*)
3. "Berlinda (A Berlin)" - Coro Chiquititas
4. "Sinais (Señales)" - Coro Chiquititas
5. "Te Gosto Tanto" - Larissa Manoela (*)
6. "Palco" - Gabriel Santana, Filipe Cavalcante y Gui Vieira (*)
7. "Chefe Chico (El Chef Saverio)" - João Acaiabe
8. "Mentirinhas (Mentiritas)" - Giovanna Grigio y Gabriella Saraivah
9. "Quero te Encontrar" - Giseli Soares (*)
10. "Tudo Tudo (Todo Todo)" - Coro Chiquititas
11. "Grave Essa Ideia" - Guilherme Boury y Manuela do Monte (*)
12. "Amigas" - Danny Pink (**)
13. "Até Dez (Hasta Diez)" - Coro Chiquititas
14. "Abraça o Mundo" - Giovanna Grigio (*)
15. "Igual aos Demais (Igual a los Demás)" - Júlia Olliver
16. "Coração com Buraquinhos (Corazón con Aguejitos)" - Amanda Acosta y Carolina Chamberlain
17. "Da Água pro Vinho" - Priscilla Alcântara (*)
18. "Sempre Juntos" - Coro Chiquititas (*)
19. "Bruxas Feias (Brujas Feas)" - Carla Fioroni, Raissa Chaddad e Coro Chiquititas

Lista de temas de la segunda temporada:
1. "Chiquititas Vem" - Coro Chiquititas (*)
2. "Vamos Dançar" - Pedro Henrique (*)
3. "O Que Você Fez? (¿Que Hiciste Que?)" - Gabriel Santana, Giovanna Grigio e Coro Chiquititas
4. "Amigas" - Júlia Gomes (*)
5. "24 Horas (Venticuatro Horas)" - Coro Chiquititas
6. "Te Encontrei (Te Encontré)" - Guilherme Boury e Manuela do Monte
7. "Coleção" - Nani (*)
8. "Dance Já (Chufa Cha)" - Coro Chiquititas
9. "Por Que Deus? (¿Por Qué Diós?)" - Giovanna Grigio e Coro Chiquititas
10. "Mexe Já (Chufa Chon)" - Coro Chiquititas
11. "Crescer (Crecer)" - Giovanna Grigio (***)
12. "Me Dá Um CH (Dame Una CH)" - Coro Chiquititas
13. "Adolescente (Adolescente)" - Coro Chiquititas
14. "Sossego" - Pedro Henrique (*)
15. "Chiquititas Dança Assim (Chiquititas Baila Así)" - Coro Chiquititas

### Observaciones
- Las canciones marcadas con un asterisco (*) fueron grabadas y regrabadas exclusivamente para esta versión
- La canción "Amigas" de Danny Pink, no se relaciona con la canción del mismo nombre que fue grabada por el elenco argentino originalmente en 1996 y al año siguiente por el elenco brasileño.
- La canción "Crescer (Crecer)" no entró en el primer álbum, pero su video musical fue emitido en algunos capítulos de la primera temporada. Este video fue transmitido repetidamente en la segunda temporada y la canción se agregó en la segunda banda sonora.